# Henning Berg
Pour les articles homonymes, voir Berg.
Henning Berg, né le 1er septembre 1969 à Eidsvoll, est un footballeur norvégien qui évolue au poste de défenseur à Blackburn ou Manchester United et en équipe de Norvège dans les années 1990 et 2000.
Berg a marqué neuf buts lors de ses cents sélections avec l'équipe de Norvège entre 1992 et 2004.

## Biographie

### Parcours d'entraîneur

#### Débuts norvégiens
Le 22 avril 2005, moins d'un an après la fin de sa carrière de joueur, Henning Berg devient l'entraîneur du FK Lyn, quelques jours après le début du championnat de Norvège de première division. Il s'engage avec le club d'Oslo pour quatre années, dans le but de poursuivre sa politique de formation et de lancement de jeunes joueurs. Le 24 avril, Berg prend place pour la première fois sur le banc de touche du club, pour un match nul un partout face à Start. Le week-end suivant, il remporte sa première victoire en championnat, sur un score large contre Molde (6–1). Pour sa première saison au haut niveau en tant qu'entraîneur, Berg obtient de bons résultats, plaçant Lyn à la troisième place, qualificative pour la Coupe UEFA, à seulement deux points du champion Vålerenga. Il réussit également à battre le rival Rosenborg à domicile pour la première fois depuis 1968. Lors des deux saisons suivantes, le FK Lyn perd quelques matches de plus, et n'occupe plus que le milieu de tableau.
Le 19 août 2008, Henning Berg choisit d'accepter l'offre de Lillestrøm, son ancien club. Il y signe un contrat de cinq ans, qui prend effet quelques mois plus tard, après avoir quitté ses fonctions à Lyn. À la tête d'une équipe en difficulté en championnat, Berg réussit à sauver le club de la relégation. La saison suivante, de graves problèmes financiers obligent Lillestrøm à vendre une bonne partie de son effectif professionnel. Additionnées à ces départs, plusieurs indisponibilités de joueurs pour blessure rendent le début de saison très difficile, mais finalement Berg parvient à redresser la situation et classer Lillestrøm au 11e rang national. En 2010, l'équipe continue sur sa bonne lancée pour atteindre la cinquième place au mois de juin, à mi-saison, après une série de treize matches sans défaite. Cependant, la seconde partie est plus compliquée, et Lillestrøm redescend en fin de saison jusqu'à la 10e place. L'année suivante, le club norvégien renouvelle son bon début de saison de 2010 et s'accroche au podium jusqu'à fin juillet, mais voit partir à nouveau plusieurs de ses joueurs cadres (Anthony Ujah, Nosa Igiebor et Stefán Gíslason) pour des raisons économiques, et chute encore une fois au classement en fin de saison. À trois journées de la fin, Berg est limogé par son président, sur fond de désaccords sportifs.

#### Expériences étrangères
Le 31 octobre 2012, il devient l'entraîneur de Blackburn Rovers mais est licencié dix matchs plus tard, après une série de cinq défaites en six matchs. 
En décembre 2013, il s'engage avec le Legia Varsovie en Pologne, où il remplace Jan Urban, pourtant premier au classement de première division et champion de Pologne en titre. Le président du Legia explique alors vouloir de meilleurs résultats en compétition européenne.

## Palmarès

### Joueur
- Avec Lillestrøm :
  - Finaliste de la Coupe de Norvège en 1992
- Avec Blackburn Rovers :
  - Champion d'Angleterre en 1995
  - Vainqueur de la Coupe de la Ligue anglaise en 2002
- Avec Manchester United :
  - Champion d'Angleterre en 1999 et 2000
  - Finaliste de la Supercoupe de l'UEFA en 1999
  - Vainqueur de la Ligue des champions 1999

### Entraineur
| Legia Varsovie - Championnat de Pologne (1) : - Champion : 2014 - Vice-Champion : 2015 - Coupe de Pologne (1) : - Vainqueur : 2015. - Supercoupe de Pologne : - Finaliste : 2014 et 2015 |  | MOL Fehérvár - Championnat de Hongrie : - Vice-Champion : 2017. |  | Omonia Nicosie - Championnat de Chypre (1) : - Champion : 2021. |  |

### En équipe nationale
- 100 sélections et 9 buts avec l'équipe de Norvège entre 1992 et 2004[8]
- Participation à la Coupe du monde 1994 et à la Coupe du monde 1998